# Хрест «За заслуги перед Церквою і Папою»
Хрест «За заслуги перед Церквою і Папою» (лат. Pro Ecclesia et Pontifice) — державна нагорода Ватикану (Святого Престолу), вважається шостою за старшинством нагородою римо-католицької церкви.

## Історія
Медаль «За заслуги перед Церквою і Папою» була заснована папою Львом XIII 17 липня 1888 апостольським листом Quod Singulari Dei Concessu з нагоди 50-річного ювілею його священичого служіння.
Нагорода вручається духовенству, а також світським особам — чоловікам і жінкам, які мають не менше 45 років, і мають тривалі (не менше 25 років) заслуги і відзнаки в справі служіння Католицькій Церкві та Святому Престолу.

## Опис
Спочатку хрест мав форму чотирикінцевого лілієвидного хреста, що має по кутах геральдичні лілії. На кожному кінці хреста зображення виходять від центру комет. У центральному медальйоні лицевого боку профільне зображенням папи Лева XIII, оточене написом: «LEO XIII PM ANN. X» (Лев XIII, Великий понтифік. Рік 10-й). На зворотному боці в центрі медальйона — папська емблема, оточена девізом «PRO DEO ET PONTIFICE» («За Бога і Папу)», і слова на променях хреста: «PRID.» (лівий промінь), «CAL.» (верхній промінь), «IAN.» (правий промінь), «+1888» (нижній промінь).
За понтифікату папи Павла VI вигляд хреста був змінений: хрест став загостреним, без медальйона. У центрі лицевої боку хреста іконографічне зображення Святих Петра і Павла. На верхньому кінці хреста — особистий герб папи, на лівому — лапчастий хрест і вертикальний напис «PRO ECCLESIA», на правому — лапчастий хрест і вертикальна напис «ET PONTIFICE», на нижньому — лапчастий хрест і ім'я папи, під час понтифікату якого видана медаль. За Бенедикта XVI ім'я папи прибрано з хреста, на верхній кінець поміщений лапчастий хрест, на нижній кінець поміщений герб Ватикану.

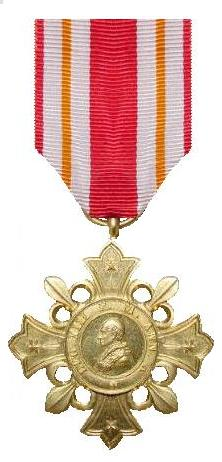
Аверс медалі. 1888 р.

Хрест, що вручається тепер, дещо відрізняється: Святі Петро і Павло зображені у «живішій» позі (крокуючи, з піднятими вгору руками); прибрані написи на бічних і нижньому променях хреста (лапчасті хрести залишені); на верхньому промені хреста, під гербом Ватикану, міститься напис «PRO ECCLESIA ET PONTIFICE» (в одному рядку).
На час заснування хрест мав три ступені: золотий, срібний та бронзовий. У 1908 році папа Пій X скасував молодші ступені, залишивши тільки золотий.
Хрест з 1908 року носиться на жовто-білій стрічці, на правій стороні грудей. Для повсякденного носіння передбачена кругла розетка зі стрічки, з прикріпленим мініатюрним зображенням хреста.
| Стрічка медалі |           |        |
| 1888—1893      | 1893—1908 | з 1908 |